# Операція «Трансом»
Операція «Трансом» (англ. Operation Transom) — повітряно-морська військова операція з атаки союзного флоту під керівництвом Великої Британії на окуповане японцями місто Сурабая на індонезійському острові Ява під час Другої світової війни. Операція проводилася 17 травня 1944 року силами Східного флоту, в якій брали участь американські та британські палубні літаки, які бомбили доки міста та нафтопереробний завод. У ході атаки було збито американський торпедоносець, а два англійські торпедоносці загинули в аваріях.
Напад на Сурабаю був другим і останнім спільним американо-британським авіаносним рейдом в Індійському океані у 1944 році. Його було проведено з метою відволікання уваги японських сил від висадки союзників на острові Вакде біля Нової Гвінеї, та одночасно був використаний за призначенням американський авіаносець під час його зворотного плавання до Тихого океану. Військові кораблі, які брали участь в операції, відпливли з Цейлону і дозаправилися в Західній Австралії, перш ніж вийти у визначений район зосередження на південь від Яви, звідкіля були запущені літаки з авіаносців. Вранці 17 травня дві авіаційні групи союзників скоординовано атакували порт Сурабаї та кілька промислових об'єктів, заставши японців зненацька. Тієї ночі американські важкі бомбардувальники завдали удар по Сурабаї, а австралійська авіація здійснювали мінування прилеглих вод; ці літаки діяли з авіабаз у північній Австралії.
Оцінки шкоди, завданої союзниками, відрізняються. Деякі джерела описують результати як скромні, а інші стверджують, що вони були значними. Кількість жертв серед цивільного населення внаслідок обстрілу невідома. Існує консенсус, що ця операція надала британському Королівському флоту корисний досвід у тактиці застосування ВМС США авіаносців. Напад не вплинув на розгортання японських військ, оскільки японське командування не вважало Східний флот серйозною загрозою.

## Історія

### Передумови
Після операції «Кокпіт» американський авіаносець «Саратога» мав повернутися для ремонту до США. Глава ВМС США адмірал Ернест Кінг запропонував адміралу лорду Луїсу Маунтбеттену, командувачу Командування союзників у Південно-Східній Азії, щоб авіаносець та інші кораблі Східного флоту завдали удару по Сурабаї під час повернення американського корабля. Кінг сподівався, що це якось мірою відверне японські сили перед висадкою союзників на острові Вакде біля Нової Гвінеї, яка була запланована на 17 травня. Маунтбеттен погодився на пропозицію.
Джеймс Сомервілль спланував та організував рейд, використовуючи майже ті ж сили, що були задіяні в операції «Кокпіт». Одна з головних відмінностей полягала в заміні «Евенджерів» авіаносної групи «Іластріуса» на звичайне повітряне крило торпедоносців «Барракуда» і пікіруючі бомбардувальники. Цю зміну було проведено через те, що оборона японців у Сурабаї мала бути сильнішою, ніж у Сабангу, і Сомервілль вирішив запустити літаки за 180 миль (290 км) від міста, що було за межами ефективної дальності польоту «Барракуд». 380-та бомбардувальна група ПС армії США, яка базувалася поблизу Дарвіна в Австралії, мала також бомбити Сурабаю в ніч після нальоту літаків з авіаносців, щоб завадити японцям відправити літаки для нападу на Східний флот під час його відходу. Союзники мали хороші розвідувальні дані про розташування японських об'єктів у Сурабаї, що допомогло спланувати повітряні нальоти на місто. Їм лишень не вистачало інформації про потужність японських повітряних сил у регіоні, що змусило Східний флот виділити велику кількість винищувачів для супроводу ударних сил і захисту флоту, а не атакувати наземні цілі.
Для проведення операції «Трансом» Східний флот був організований у три ударні угруповання. 65-та оперативна група союзного флоту, що складалася з трьох лінкорів, двох крейсерів і восьми есмінців. 66-та оперативна група з авіаносцями «Ілластріас», «Саратога», двома крейсерам і шістьма есмінцями. 67-ма оперативна група була групою поповнення і складалася з шести танкерів, водоперегінного судна та двох крейсерів супроводу. Сомервілль командував флотом з лінкора «Квін Елізабет». Військові кораблі були залучені з шести військово-морських сил, головні кораблі супроводжувалися трьома американськими есмінцями, чотирма британськими крейсерами і трьома есмінцями, чотирма австралійськими есмінцями, голландським крейсером і есмінцем та новозеландським крейсером. Австралійський легкий крейсер «Аделаїда» також відплив із Фрімантла в Західній Австралії, щоб забезпечити прикриття танкерів, поки вони були в затоці Ексмут; це дозволило їхнім двом супроводжуючим крейсерам посилити 66-ту оперативну групу під час атаки.

### Рейд
30 квітня, першою серед оперативних груп, в море вийшла 67-ма оперативна група Східного флоту. 6 травня відпливли оперативні групи 65-та та 66-та. Кораблі союзників прямували до Ексмутської затоки курсом, який тримав їх на відстані щонайменше 600 миль (970 км) від японських аеродромів, щоб уникнути виявлення чи нападу. Повітряні крила авіаносців відпрацьовували атаку, яку вони мали провести на Сурабаю тричі протягом рейсу. 14 і 15 травня військові кораблі прибули до Ексмутської затоки. Поки його кораблі дозаправлялися, Сомервілль зустрівся з командувачем 7-го флоту США віцеадміралом Томасом К. Кінкейдом, контрадміралом Ральфом Уолдо Крісті, який командував підводними човнами флоту, і командувачем ВМС Фрімантла коммодором Катбертом Поупом, щоб обговорити останні дані розвідки.
Вдень 15 травня Східний флот залишив Ексмутську затоку і вирушив на північ. Він прибув до точки рандеву о 6:30 ранку за місцевим часом 17 травня, не будучи поміченим японцями. Один британський та сім американських підводних човнів також зайняли визначені позиції біля Сурабаї, південного входу в Малаккську протоку та проток Балі, Ломбок і Зондської для підтримки Східного флоту. Підводні човни перебували в готовності до порятунку екіпажів збитих літаків союзників, які були змушені приводнитися, атакувати ворожі кораблі, які намагалися втекти з Сурабаї, і перехоплювати будь-які японські військові кораблі, які б намагалися атакувати флот союзників.
Палубна авіація була організована у дві ударні хвилі. Хвиля «А» складалася з дев'яти «Евенджерів» з «Ілластріас», дванадцяти пікіруючих бомбардувальників «Донтлес» у супроводі ескорту з восьми «Корсарів». «Евенджери» хвилі «А» повинні були розбомбити інженерний завод Braat, а «Донтлеси» — нафтопереробний завод. Хвиля «B» з двадцяти одного «Евенджера» та шести «Донтлесів» у супроводі восьми «Корсарів» і дванадцяти «Хеллкетів» мали атакувати об'єкти інфраструктури та доки в порту Сурабая. До 07:20 усі літаки злетіли та вишукувалися у бойові порядки. Два британських «Евенджери» розбилися під час зльоту, їхні екіпажі врятували.
О 8:30 ранку почалася атака на Сурабаю. Японці не помітили авіація противника, що наблизилася, і були захоплені зненацька. Дві хвилі здійснили добре синхронізовану атаку: хвиля «А» наближалася до Вонокромо з півдня, а хвиля «В» атакувала порт з півночі. Ніяких японських винищувачів на шляху союзної авіації не зустрілися, а вогонь зенітних гармат виявився в основному неефективним. Один із «Евенджерів» Саратоги був збитий, і обидва члени його екіпажу потрапили в полон.
Пілоти союзників вважали, що вони завдали серйозної шкоди. Вони стверджували, що пошкодили десять кораблів, зруйнували як нафтопереробний завод Вонокромо, так і машинобудівний завод Braat, а також знищили 16 літаків і кілька будівель на аеродромі.
Після того, як ударна група завершила висадку на авіаносці о 10:50 ранку, Східний флот відійшов на південний захід, намагаючись приховати той факт, що він прямував до затоки Ексмут. Вісім підводних човнів, які підтримували операцію «Трансом», не знадобилися для порятунку збитих авіаторів, і жоден з них не потопив кораблі, які тікали з Сурабаї. «Рашер» напав на японський конвой біля Амбона 11 травня, коли він прямував, щоб зайняти позицію на північ від Сурабаї, потопивши одне судно та пошкодивши кілька інших. «Енглер» потопив вантажне судно в Зондській протоці 20 травня, але був контратакований кораблями, що його супроводжували.